# 510 (szám)
Az 510 (római számmal: DX) egy természetes szám.

## A szám a matematikában
A tízes számrendszerbeli 510-es a kettes számrendszerben 111111110, a nyolcas számrendszerben 776, a tizenhatos számrendszerben 1FE alakban írható fel.
Az 510 páros szám, összetett szám, kanonikus alakban a 21 · 31 · 51 · 171 szorzattal, normálalakban az 5,1 · 102 szorzattal írható fel. Tizenhat osztója van a természetes számok halmazán, ezek növekvő sorrendben: 1, 2, 3, 5, 6, 10, 15, 17, 30, 34, 51, 85, 102, 170, 255 és 510.
Ritkán tóciens szám.
Az 510 négyzete 260 100, köbe 132 651 000, négyzetgyöke 22,58318, köbgyöke 7,98957, reciproka 0,0019608. Az 510 egység sugarú kör kerülete 3204,42451 egység, területe 817 128,24920 területegység; az 510 egység sugarú gömb térfogata 555 647 209,5 térfogategység.